# Montet-et-Bouxal

Montet-et-Bouxal este o comună în departamentul Lot din sudul Franței. În 2009 avea o populație de 230 de locuitori.

## Evoluția populației
| An        | 1975 | 1982 | 1990 | 1999 | 2006 | 2009 |
| --------- | ---- | ---- | ---- | ---- | ---- | ---- |
| Populație | 217  | 201  | 194  | 208  | 207  | 230  |